# Großsteingräber bei Kahlstorf
Die Großsteingräber bei Kahlstorf waren vier Grabanlagen der jungsteinzeitlichen Trichterbecherkultur (TBK) nahe dem zur Gemeinde Wrestedt gehörenden Ortsteil Kahlstorf im Landkreis Uelzen (Niedersachsen). Von ihnen existieren heute nur noch zwei. Diese tragen die Sprockhoff-Nummern 801 und 802. Die beiden anderen Anlagen wurden im späten 19. Jahrhundert zerstört. Sie tragen die Nummern 803 und 804.

## Lage
Grab 1 liegt 500 m nördlich von Kahlstorf in einem Feld. Etwa 500 Meter südwestlich des Ortes befindet sich die teilweise zerstörte Steinkammer 2 (Sprockhoff-Nr. 802) in einer Buschgruppe im Ackerland. Südlich hiervon und etwa einen Kilometer westlich des Wrestedter Ortsteils Groß Pretzier lagen die Gräber 3 und 4.

## Beschreibung

### Erhaltene Gräber

#### Grab 1
Die Kammer, bei der es sich um ein Ganggrab handelt, ist noch vom Erddamm des leicht trapezoiden, Nord-Süd orientierten Langbettes umschlossen. Nur die oberen Bereiche von vier Decksteinen ragen aus dem Boden, der nördliche scheint ein Stück verschleppt zu sein. Die Einfassung ist 26 m lang. Ihre Breite beträgt im Norden 7 m und im Süden 5 m. Sie hat mit 35 noch nahezu alle Randsteine. Obwohl ihr südlicher Abschluss gestört ist, macht sie noch einen relativ vollständigen Eindruck.
Um 1840 besuchte der Kammerherr Georg Otto Carl von Estorff das Großsteingrab und entdeckte dabei „den ein wenig zu Tage liegenden unteren Beinknochen eines Skelettes“. Die von ihm veranlasste Grabung brachte sechs Skelette mit Beigaben ans Licht, bei denen es sich um mittelalterliche Gräber handelte. Curt Schwantes bestimmte sie 1909, im Vergleich mit einem nahe gelegenen Gräberfeld, als slawische Bestattungen. Rund 3500 Jahre nach seiner Fertigstellung war das Hünenbett als Begräbnisplatz wieder verwendet worden. Über die ursprünglichen steinzeitlichen Bestattungen liegen keine Befunde vor.

#### Grab 2

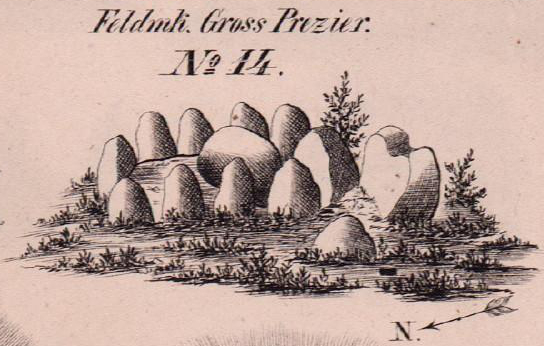
Grab 2 nach von Estorff

Grab 2 besitzt eine nordost-südwestlich orientierte Grabkammer, bei der es sich nach Ernst Sprockhoff wohl um einen Großdolmen handelt. Sie hat eine Länge von 5,5 m und eine Breite von 2 m. In ihrem ursprünglichen Zustand besaß sie vier Wandsteinpaare an den Langseiten, je einen Abschlussstein an den Schmalseiten und vier Decksteine. In situ stehen nur noch die vier Wandsteine der südöstlichen und drei der nordwestlichen Langseite. Der nordöstliche Abschlussstein ist nach außen umgefallen, der gegenüberliegende ist ein Stück nach Südwesten verschleppt. Die vier Decksteine sind ins Innere der Kammer verstürzt.

### Zerstörte Gräber

#### Grab 3

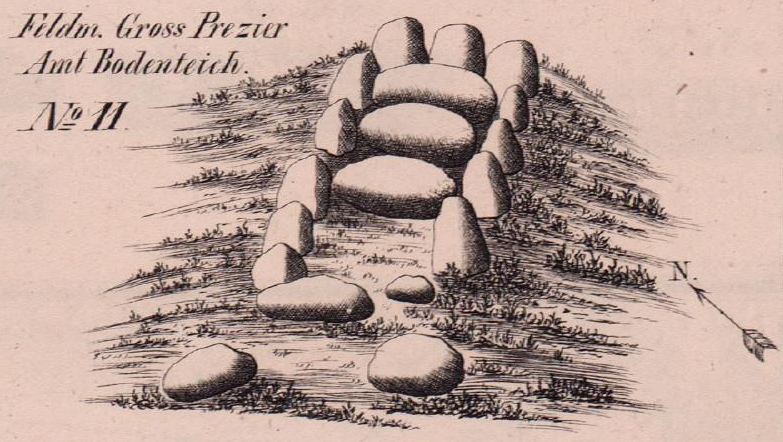
Grab 3 nach von Estorff

Grab 3 besaß eine nordost-südwestlich orientierte Grabkammer, die bereits bei der Aufnahme durch von Estorff größere Beschädigungen aufwies. Sie hatte eine Länge von etwa 10 m und eine Breite von etwa 3 m. In ihrem ursprünglichen Zustand dürfte sie sechs oder sieben Wandsteinpaare an den Langseiten besessen haben. Von Estorff gibt den südwestlichen Kammerteil als gestört wieder. Einige Steine waren verschleppt, andere fehlten. Das nordöstliche Ende scheint in der Zeichnung etwas ungenau wiedergegeben zu sein, da es den Eindruck von drei Abschlusssteinen erweckt. Tatsächlich dürfte es sich aber nur um einen Abschlussstein und das angrenzende Wandsteinpaar der Langseiten gehandelt haben. Von den Decksteinen waren bei von Estorffs Aufnahme nur noch drei vorhanden. Sie lagen herabgestürzt im nordöstlichen Teil der Kammer.

#### Grab 4

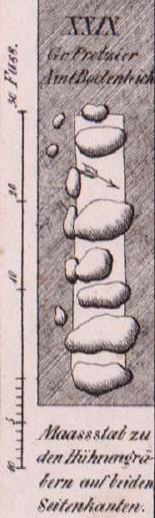
Grab 4 nach von Estorff

Auch Grab 4 besaß eine nordost-südwestlich orientierte Grabkammer. Sie hatte eine Länge von 9 m und eine Breite von 1,5 m. Von Estorff gab lediglich den südwestlichen Abschlussstein und drei Wandsteine der südöstlichen Langseite in situ stehend an. Darüber hinaus waren noch sechs Decksteine und wohl drei verschobene oder verschleppte Wandsteine der Südostseite vorhanden. Mindestens ein Deckstein fehlte bereits. Ob die restlichen Wandsteine bereits entfernt worden oder noch von Erdreich verdeckt waren, geht aus der Zeichnung nicht hervor.